# ヒューストンズ
ヒューストンズは、1995年、甲本ヒロトがTHE BLUE HEARTS活動休止中の時、期間限定で結成したバンド。同年1月31日の下北沢 CLUB QUEで行われたライブを最後に解散。
1995年1月と5月にライブをした。「忌野清志郎 -素敵な初詣- '94-'95」にてライブ初登場。
真島昌利はライブのみメンバーとして参加している。スタジオ音源、最初期のライブでは有吉須美人がサポートメンバーとして参加している。
THE BLUE HEARTSのラストアルバム「PAN」の甲本ヒロトの楽曲は、このヒューストンズの曲である。THE BLUE HEARTSでCD化されなかった「ほんの少しだけ」「窓をあけよう」も演奏していた。
現在THE BLUE HEARTSのラストアルバム「PAN」に「ヒューストン・ブルース （月面の狼）」、「ボインキラー」、「歩く花」が収録されているのみで、ヒューストンズ名義のシングルは一枚も発売されていないが、スタジオ・ライブ音源はこの他にも多数存在する。

## メンバー
- 甲本ヒロト（こうもと ひろと）- ボーカル (元ラウンドアバウト、ザ・コーツ、THE BLUE HEARTS、THE HIGH-LOWS、ザ・クロマニヨンズ)
- 三宅伸治（みやけ しんじ）- ギター（元MOJO CLUB、アリゲーターズ、三宅伸治BAND）
- 藤井裕（ふじい ゆう）- ベース（元ラフィータフィー、FUJIMASA、ソロ活動）
- 松本照夫（まつもと てるお）- ドラム（元ウエスト・ロード・ブルース・バンド・金子マリBAND、他）

## サポートメンバー
- 真島昌利（ましま まさとし）- ギター(元THE BREAKERS、THE BLUE HEARTS、THE HIGH-LOWS、ザ・クロマニヨンズ)
  - ライブのみ参加。
- 有吉須美人（ありよし すみと）- キーボード ※スタジオ録音で参加。また、1995年1月27日の難波でのライブにもピアノで参加している。
- ダンカン林(だんかんはやし)-ベース ※スタジオ録音で参加。落とし穴、呼んでくれ、僕と僕の彼女に参加している。[1]

## 楽曲
- 「「ヒューストンズのテーマ」(THE BLUE HEARTSのラストアルバム「PAN」に「ヒューストン・ブルース」という曲名で収録されている。)
- 「ヒューストン・ロック」（THE BLUE HEARTSの未発表曲「ロックの豚野郎」と似ている。）
- 「呼んでくれ」(映画『ハルをさがして』の主題歌)
- 「プロフェッショナル」(のちに憂歌団の木村充揮がカヴァー。そのときに甲本もライブに参加して歌ったこともある。)
- 「落とし穴」（初期のタイトルは「私にピッタリだ」）
- 「炎の散歩野郎」(甲本は自身のテーマとヒューストンズ時代に語っている。)
- 「僕と僕の彼女」(初期のタイトルは「日本一のヘルメット」)
- 「愛と感動のロマン」
- 「ウィスキーの海に身を投げて」（95年1月29日のライブでは「ウィスキーの海に」と紹介されている。）
- 「ドリフ天国」
- 「ほんの少しだけ」
- 「窓をあけよう」
- 「ボインキラー」(THE BLUE HEARTSのラストアルバム「PAN」に収録されている。)
- 「歩く花」(THE BLUE HEARTSのラストアルバム「PAN」に収録されている。)
- 「刺激」
- 「昔の人は偉かった」
- 「宇宙のブギ」
- 「フリータイム」(三宅伸治＆ザ･トランプ、三宅伸治バンド、仲井戸CHABO麗市も演奏している。)
- 「鎮魂歌」
- 「イッツオールライト」
- 「☆ロックンロール・プラネット☆」（三宅伸治プロジェクトでも演奏。）
- 「バイトマン」（アリゲーターズでも演奏。）
- 「HAPPY SONG」（ボーカルは真島。）
- 「インチキだらけのビジネス」(チャック・ベリーのカヴァー。元々は三宅のバンド「MOJO CLUB」の持ち歌の一つだった。ラストライブのラストに歌われた。)
- 「ベートーベンをぶっとばせ」（チャック・ベリーのカヴァー。THE HIGH-LOWS、アリゲーターズでも演奏。)
- ドゥー・ワ-・ディディ・ディディ」(マンフレッド・マンのカヴァー。)
- 「おやすみアイリーン」
- 「シカゴ・バウンド」(ジミー・ロジャーズのカヴァー。)